# الدقم (حجر)

تعديل مصدري - تعديل

الدقم هي إحدى قرى عزلة الجول بمديرية حجر التابعة لمحافظة حضرموت، بلغ تعداد سكانها 380 نسمة حسب تعداد اليمن لعام 2004.